# Kumbum (architectuur)
Kumbum is een term uit de architectuur van Tibetaans boeddhistische kapellen in Tibet.
Kumbum betekent vertaald honderdduizend heilige beelden' en verwijst naar de bouwstijl waarbij boeddhistische kapellen trapsgewijs op elkaar gestapeld zijn.
Er zijn maar enkele kumbums in Tibet waaronder het Palcho- en het Kumbumklooster.